# The Tingler
The Tingler (Escalofrío en España y El aguijón de la muerte en Hispanoamérica) es una película de terror de 1959, protagonizada por Vincent Price.

## Argumento
El científico Dr. Warren Chapin (Vincent Price) está investigando el efecto de miedo con su ayudante David Morris (Darryl Hickman). El Dr. Warren introduce a Ollie Higgins (Philip Coolidge), que es un criminal condenado a la silla eléctrica, luego mientras le hace la autopsia al cadáver, hace un comentario acerca del efecto para él. Ollie pide un ascensor para el Dr. Warner, e introduce a su esposa sordomuda Martha Higgins (Judith Evelyn), como un objeto de su experimento. Cuando Marta se muere de miedo, el Dr. Warner le hace la autopsia y descubre a una criatura que vive dentro de cada ser humano, se alimenta del miedo y solo puede ser controlada mediante el grito. Como Marta no era capaz de gritar, el Tingler no fue neutralizado y se hizo enorme. Cuando el tingler se escapa de ser, el Dr. Warner lo persigue en un cine lleno de gente.

## Reparto
- Vincent Price: Dr. Warren Chapin
- Judith Evelyn: Mrs. Martha
- Darryl Hickman: David Morris
- Patricia Cutts: Isabel Chapin
- Pamela Lincoln: Lucy Stevens